# Batalla de Omdurmán (2023-2024)
La batalla de Omdurmán es un enfrentamiento bélico que inició el 15 de abril de 2023 entre las Fuerzas Armadas de Sudán y las Fuerzas de Apoyo Rápido en el marco de la tercera guerra civil sudanesa.

## Fondo
En 2019, hubo múltiples incidentes de violencia en la ciudad por las tensiones derramadas del conflicto de Darfur.

## Batalla
El 12 de mayo de 2023, el famoso cantante Shaden Gardood murió en el fuego cruzado en la ciudad. El 15 de mayo, se desató un gran incendio en el mercado de Omdurmán. El Hospital Universitario de Omdurmán es uno de los más grandes de Sudán, pero ha estado operando con una capacidad mínima. El 7 de junio se reanudaron los enfrentamientos entre las Fuerzas de Apoyo Rápido y las Fuerzas Armadas de Sudán. A pesar de que se acordó una tregua, la violencia ha continuado. Para el 2 de julio, esto incluía combates con armas pesadas.
El 8 de julio, el Ministerio de Salud del Estado de Jartum anunció que al menos 22 personas habían muerto y muchas otras habían resultado heridas en un ataque aéreo de la Fuerza Aérea de Sudán. El Secretario General de las Naciones Unidas, António Guterres, condenó el ataque.
El 13 de julio, 34 civiles murieron durante duelos de artillería en la ciudad. Según los informes, los mataron cuando el ejército sudanés bombardeó un mercado en Omdurmán.